# Eucynorta wiedenmayeri
Eucynorta wiedenmayeri is een hooiwagen uit de familie Cosmetidae.